# Homodes perilitha
Homodes perilitha là một loài bướm đêm trong họ Noctuidae.